# フランツ・フォン・ヴェラ
フランツ・フォン・ヴェラ（Franz von Werra、1914年7月13日 - 1941年 10月25日）は、第二次世界大戦時のドイツ空軍のエース・パイロットである。
ヴェラは英国上空で撃墜され捕虜となったが、カナダの捕虜収容所から脱走しドイツへの帰還に成功した唯一の枢軸国側の捕虜であると広く認識されている。しかし、1940年7月にポーランドの兵員輸送船（恐らく元旅客船の「ソビエスキSobieski」）からセントローレンス川へ跳び込んで脱走し、米国とメキシコ、イタリアを経由してドイツに帰還したと言われるUボート乗員のヴァルター・クルト・ライヒ（Walter Kurt Reich）の名前が2人目に挙げられている。

## 経歴
フランツ・フォン・ヴェラは1914年7月13日にスイス、ヴァレー州のカントン内の街ロイクで貧しい両親の下に生まれた。後にヴェラと彼の姉妹はドイツの貴族の家庭に引き取られた。
1936年にフォン・ヴェラはドイツ空軍に入隊し、戦争初期のフランス侵攻では第3戦闘航空団（JG 3）に所属していた。しばしば悶着を起こす「プレイボーイ」の素行や過度の自己顕示（彼は部隊のマスコットとして飛行場で飼っていたライオンのシンバと共にドイツの報道機関に写真を撮られている）にもかかわらずフォン・ヴェラは有能な将校としてJG 3／第II飛行隊の副官となった。彼には名乗る資格は無かったが「バロン」の称号も使用していた。
フォン・ヴェラは1940年5月のバトル・オブ・ブリテン期間中に最初の4機を撃墜し、8月25日の出撃では地上駐機中の5機を含む9機の英空軍（RAF）機を破壊したと申告したが、空中での4機の戦果しか認められなかった。1940年9月5日にフォン・ヴェラの搭乗するメッサーシュミットBf109はケント上空でRAF 第603飛行隊のバージル・ゲラルド・'スタプメ'・スタプレトン少尉に撃墜された。スタプレトンが止めの一撃を加える前にRAF 第41飛行隊のジョージ・ベニオンス少尉がフォン・ヴェラの乗機に損害を与えていた。フォン・ヴェラは野原に胴体着陸し、近隣にいた陸軍部隊の武器を持たない料理人に捕らえられ、最終的にはロンドン地区戦争捕虜収容所（the London District Prisoner of War Cage）に送られた。
フォン・ヴェラは、最初にメイドストーンにあるローヤル・ウエスト・ケント連隊の傍のバラックに収容され、ここで最初の脱走を試みた。フォン・ヴェラが穴掘り作業に従事させられている時は監視についている憲兵のデニス・リックウッド（Denis Rickwood）二等兵は、フォン・ヴェラがつるはしを持っているために小型の警棒を手にして常に俯いていなければならなかった。フォン・ヴェラは2週と4日の間尋問され、最後にロンドン地区戦争捕虜収容所（the London District Prisoner of War Cage）に送られた。その後、ウインドミアとコニストン・ウォーターの間のランカシャー地区のファーネス・フェルスにあるグライズデール・ホール（Grizedale Hall）の第1戦争捕虜収容所に送られた。
1940年10月7日にフォン・ヴェラは収容所の外で日中の散歩をしている時に2度目の脱走を企てた。定例の休止時に果物カートが注意を逸らし、その他のドイツ兵捕虜が手助けしたことにより石垣を乗り越えて野原へ逃走した。警備隊は近隣の農場とホーム・ガードに警告を発した。10月10日の午後に2名のホーム・ガード兵がホガース（hoggarth：その地域で一般的な秣を吊るし寝かしておく小さな石屋根）の下で雨宿りをしていたフォン・ヴェラを発見したが、彼は素早く脱出し夜の闇に消えた。10月12日に彼が滝壷を登っているところを目撃され、その地域は包囲されて最終的にフォン・ヴェラは地面の窪みの中でほぼ全身泥まみれになっているところを発見された。フォン・ヴェラは21日間の独居営倉入りを宣告され、その後11月3日にダービーシャーのスワンウィックにある第10捕虜収容所に移送された。
ヘインズ収容所（the Hayes camp）として知られる第10捕虜収容所ではフォン・ヴェラは、脱走用トンネルを掘っている「スワンウィック掘削社（Swanwick Tiefbau A. G.）」と名乗る捕虜の一団に合流した。１カ月後の12月17日にトンネルは完成し、収容所の偽造担当者は脱走者に現金と偽の身分証明書を持たせた。12月20日、フォン・ヴェラと他4名の脱走者は対空砲火と収容所の聖歌隊の音に紛れてトンネルで脱走した。フォン・ヴェラ独りを除いた他の全員が数日後に再度捕まった。フォン・ヴェラは自身の飛行服を所持しており、オランダ空軍パイロットのヴァン・ロット（Van Lott）大尉という架空の人物に化けることにした。彼は気さくな機関車の運転手に自分は墜落した爆撃機パイロットで自分の部隊に帰りたいので一番近い空軍基地に連れて行ってくれるように頼んだ。コドノー公園駅の地元駅員は疑いを抱いたが、最後にはノッティンガム近郊ハックナルにあるRAFの飛行場への移動を手配してやった。警察官も彼を問い質したが、フォン・ヴェラは警察官に自分に悪意が無いことを信用させた。ハックナルでは飛行隊長のボニフェイス（Boniface）から身分を問い質され、自分はアバディーン近郊ダイスの基地に所属していると答えた。ボニフェイスがこの答えを確認している間にフォン・ヴェラは席を立ち、直近のハンガーに駆け込んで整備員に自分は試験飛行の許可を得ていると言ってみた。ボニフェイスは間に合い、彼に銃口を向けて逮捕した。フォン・ヴェラはヘインズ収容所に送還され、武装した警備兵の監視下に置かれた。
1941年1月にフォン・ヴェラは多くの他のドイツ兵捕虜と共にカナダへ移送された。彼のグループはオンタリオ州、スペリオル湖北岸の捕虜収容所に収容されることになったところでフォン・ヴェラは当時まだ中立国であった米国への脱出計画を練り始めた。1月21日に捕虜移送列車がモントリオールを出発するとフォン・ヴェラは再び他の捕虜達の助けを借りて窓から跳び下り、セントローレンス川から30マイルの距離にあるスミシズ滝に辿り着いた。その他7名の捕虜が同じ列車から脱走を試みたが、直ぐに逮捕された。フォン・ヴェラがいないことは翌日の午後まで発覚しなかった。
苦労して凍りついたセントローレンス川を渡るとフォン・ヴェラは米国、ニューヨーク州のオグデンスベルグで国境を越え、そこで警察に身分を明かした。入国管理当局が不法入国の罪で彼を訴えたことでフォン・ヴェラは地元のドイツ領事に連絡を取った。これにより彼はマスメディアの注目を集めるようになり、マスメディアにはかなり脚色した話を語った。米国とカナダの当局が身柄引き渡しの交渉を行っている間にドイツの副領事が手引きしてフォン・ヴェラをメキシコに渡らせた。フォン・ヴェラはブラジルのリオデジャネイロ、スペインのバルセロナ、イタリアのローマと辿り、1941年4月18日についにドイツに帰り着いた。
フランツ・フォン・ヴェラは英雄となりアドルフ・ヒトラーから騎士鉄十字勲章を授与され、結婚もした。フォン・ヴェラは英国での自分の経験を基にして捕虜になった敵軍パイロットのドイツ側の尋問技術の向上に役立てた。その後、フォン・ヴェラはドイツ空軍に復帰し、当初は東部戦線に配属され1941年7月には総撃墜記録を21機にした。所属部隊の第53戦闘航空団（JG 53）がロシアから撤退する頃にはフォン・ヴェラは北海上空での哨戒飛行を行っていた。
1941年10月25日、ドイツに帰還して僅か7カ月後にフランツ・フォン・ヴェラの搭乗機はオランダのフリッシンゲン近くの北海上空で行方不明になった。最も考えられる原因はエンジン故障であり、フォン・ヴェラの遺体は発見されなかった。

## 映画
フォン・ヴェラの物語は、ハーディ・クリューガーがフォン・ヴェラを演じた映画『脱走四万キロ』の題材となった。この映画は、1956年に出版されたケンドール・バート（Kendall Burt）とジェームズ・リーザー（James Leasor）共著の書籍を元にしていた。

## その他のカナダの捕虜収容所からの脱走
カナダの捕虜収容所からはトンネルを使用した2つの大量脱走を含め合計600件以上の脱走の試みがあった。多くのドイツ兵戦争捕虜達はフォン・ヴェラの初期の成功例の影響を受けていた。
1942年4月18日の夜に28名のドイツ兵戦争捕虜が長さ150フィートのトンネルを通ってオンタリオ州のアングラー（Angler）の捕虜収容所から脱走した。元々は80名以上の捕虜が脱走する計画であったが、脱走の途中でカナダ軍警備兵に察知された。
ほとんどの脱走者が当時中立国であった米国への脱出を試みたが、カール・ハインツ＝グルンド（Karl Heinz-Grund）とホルスト・リーベック（Horst Liebeck）は王立カナダ騎馬警察によって捕らえられるまでに最も遠くのアルバータ州のメディシンハットまで逃走した。この2名はブリティッシュコロンビア州のバンクーバーまで行き、日本の輸送船団を頼ってカナダから脱出する計画を持っていた。
第二次世界大戦中にカナダの捕虜収容所から脱走する最中に殺されたドイツ兵戦争捕虜4名中の2名がアングラーでの脱走で射殺され、その他に3名が負傷した。
第二次世界大戦中に北アメリカでドイツ兵戦争捕虜が企て成功した脱走はアングラーの捕虜収容所からものが最大規模で、2番目に大規模だったのが1944年12月23日に発生したドイツ海軍の兵員と商船の船員25名のアリゾナ州、パパゴウ公園の収容所からの脱走であった。両例とも全ての捕虜が再度捕まった。
1941年11月23日にドイツ空軍のウルリヒ・シュタインヒルパー（Ulrich Steinhilper）中尉がオンタリオ州のボウマンビルの捕虜収容所から脱走し、2日かけて何とかナイアガラの滝まで辿り着いた。シュタインヒルパーはニューヨーク州、バッファローの車両置き場に停車した列車の底にしがみついて気付かないまま30分間だけ中立国であった米国の地に入っていた。3週間もしないうちにシュタインヒルパーは再度脱走し、更に遠くのケベック州、モントリオールまで辿り着いた。
4カ月の間にシュタインヒルパーは都合3度の脱走を試みた。1942年2月18日に画家に変装したシュタインヒルパーと1人の戦友は梯子を使い2重の有刺鉄線のフェンスを越えた。2人組はニューヨーク州、ウォータータウンにまで辿り着き、警察に逮捕された。シュタインヒルパーは直ちにグレイブンハーストに送還され、そこで更に2度の脱走を企てた。
ドルニエ Do 17爆撃機のパイロットのペーター・クリュッグ（Peter Krug）中尉は1942年4月17日にオンタリオ州、ボウマンビルの捕虜収容所から脱走してからテキサス州、サンアントニオにまで辿り着いた。シュタインヒルパーの場合と同様にクリュッグの脱走では、この若いドイツ空軍のパイロットはアプヴェーア以外から委託された米国内の枢軸国側の同調者により飛行機での移動を援助されていた。
フォン・ヴェラのスワンウィック時代の穴掘り仲間であるドイツ空軍のヴァルター・マンハルト（Walter Manhard）少尉はオンタリオ州グレイブンハーストの捕虜収容所から水泳の機会を利用して脱走に成功した。溺れ死んだと思わせてニューヨークへ逃走し、そこに留まることにした。1952年にマンハルトは身を隠すことをあきらめ、その後米海軍の将校である女性と結婚した。
1943年8月26日に19名のドイツ兵戦争捕虜が大きな排水管を通ってオンタリオ州のキングストンの捕虜収容所から脱走したが、全員が直ぐに捕まった。
U-35潜水艦のカール・ラーベ（Karl Rabe）は、1943年の24 x 10フィート大の自家製熱気球を使用したものも含め都合4回の脱走を企てた。以前のトロント病院からの脱走に続いてラーベはオンタリオ湖の米国側湖岸に渡るつもりで小型の手漕ぎボートを盗みだしたが、既に米国領に入ったと勘違いしてあまりにも早く接岸したために早々にカナダ兵に捕まった。
ドイツアフリカ軍団（DAK）の兵士マックス・ヴァイダウアー（Max Weidauer）は、DAK仲間のアウグスト・プラツェック（August Plaszek）とカール・レーマン（Karl Lehmann）が別々に捕虜の中のナチスのシンパによって殺害された余波の中、アルバータ州のメディシンハットの捕虜収容所から脱走した。ヴァイダウアーが脱走の状況と身の危険を感じていたことを説明すると地元の農民に匿われたが、直ぐに再び有刺鉄線の中に連れ戻された。

## 書籍
- The One That Got Away by Kendall Burt and James Leasor (London, 1956)